# Víctor Galeano
Víctor Manuel Galeano Tómboli (nacido el 22 de febrero de 1984), también conocido como Itor Galeano, es un piloto de rally paraguayo.

## Biografía
Se inició en 1995, en el Campeonato Nacional de Kárting, y en él fue ganador en su primera salida, a los 11 años.
Su estreno en el rally fue en 2002, a bordo de un Volkswagen Golf. El 2005 fue un gran año profesional, consagrándose campeón en el Campeonato Nacional de Rally y del Súper Prime, repitiendo el SP en 2009.
Ganó el Rally del Chaco en 2013, repitiendo la hazaña en 2016.